# ستيفن ييتس
ستيفن ييتس (30 أغسطس 1951 في المملكة المتحدة - ) (بالإنجليزية: Stephen Yates)‏ هو لاعب كريكت بريطاني. لعب مع Cheshire County Cricket Club ‏.

## وصلات خارجية
- ستيفن ييتس على موقع إي آس بي آن كريك إنفو (الإنجليزية)